# Turtle Lake (Saskatchewan)
Der Turtle Lake (englisch für „Schildkrötensee“) ist ein See in der kanadischen Provinz Saskatchewan.

## Lage
Die nächste Stadt ist Livelong. Der See bekam seinen Namen von den Cree-Indianern. Der 651 m hoch gelegene Turtle Lake besitzt eine Fläche von 69,6 km². Die Längsausdehnung in SSW-NNO-Richtung beträgt 21,8 km. Der See ist maximal 5,7 km breit.